# Последний король Светлого Арда
«Последний король Светлого Арда» (англ. The Last King of Osten Ard) — трилогия американского писателя Тэда Уильямса в жанре фэнтези, продолжение трилогии «Память, Скорбь и Тёрн» (существует ещё «роман-мост», связывающий два цикла, — «Сердце того, что было утеряно»). Действие этих книг происходит на вымышленном континенте Светлый Ард, напоминающем средневековую Европу.
«Последний король Светлого Арда» включает романы «Корона из ведьминого дерева» (The Witchwood Crown, 2017), «Империя травы» (Empire of Grass, 2019) и «Дети навигатора» (The Navigator’s Children, 2023). Все они имели успех у читателей и были высоко оценены критиками.